# Аделанто
Аделанто (от испански на английски: Adelanto) е град в окръг Сан Бернардино, щата Калифорния, САЩ. Аделанто е с население от 18 130 жители (2000) и обща площ от 138,67 km². Намира се на 875 m надморска височина. ЗИП кодовете му са 92301, а телефонният му код е 760.